# Navvab Safaví
Navvab Safaví, de nombre original Seyyed Moŷtabá Mir Louhí Tehraní (Teherán, ca. 1923-18 de enero de 1956) fue un ulema duodecimano iraní, fundador del movimiento islamista revolucionario Fedayines del Islam, responsable de varios asesinatos políticos entre 1946 y 1955, en particular los del historiador Ahmad Kasraví y de los primeros ministros Hayí Alí Razmará y Abdolhossein Hazhir.

## Biografía

### Formación
Moŷtabá Mir Louhí nació en el año 1303 de la hégira solar (1923-1924) en el seno de una familia devota del barrio humilde de Janiabad, al sur de Teherán. Su padre, Seyyed Yavad Mir Louhí, era un ulema que dejó el hábito para dedicarse a la abogacía tras la Ley de Uniformes del gobierno de Reza Shah el 25 de diciembre de 1928. Poco después se encaró con el ministro de Justicia Alí Akbar Davar, lo abofeteó y tras pasar por ello tres años en prisión, falleció, quedando su hijo a cargo de su primo y cuñado Seyyed Mohammad Navvab Mir Louhí Su madre procedía de la familia de los seyyed del pueblo de Dorché, en Ispahán, y de ella tomó el apelativo de Navvab, añadiéndole el apellido Safaví en homenaje a la dinastía safaví.
Hizo estudios secundarios en la rama de Mecánica de la escuela industrial alemana de Teherán. Ya con 18 años y tras el derrocamiento de Reza Shah pronuncia un discurso en contra del gobierno de Ahmad Qavam el 8 de diciembre de 1942. Las manifestaciones de ese día, en las que murieron dos personas a manos de la policía y que condujeron a la caída del gobierno, produjeron una duradera impresión en Navvab Safaví.
En 1943 fue contratado por la Anglo-Iranian Oil Company y se mudó por unos meses a Abadán (en Juzestán). Tras provocar un motín a cuenta de una bofetada que un técnico británico había propinado a un obrero iraní, por reclamar la aplicación del principio islámico del qisas en vez de  una simple petición de excusas, huyó de la represión en barca por el Arvand Rud hasta Basora. Una vez en Irak, viajó a Nayaf y estudió Fiqh, Usul al-din y Tafsir en la madraza chií Al-Qawām con los ulemas Abd al-Hosein Aminí Nayafí, Hach Aqá Hosein Qomí y Aqá Sheij Mohammad Tehraní. Al mismo tiempo, trabajaba como perfumista y hay testimonios de que en esa época llamaba ya la atención por su aspecto y su elocuencia.

### Los Fedayines del Islam

#### Fundación y asesinato deAhmad Kasraví
En Nayaf, Navvab leyó una obra del historiador Ahmad Kasraví crítica con los imanes del chiismo y, sabiendo que algunos ulemas habían declarado apóstata a Kasraví, regresó a Teherán y acudió directamente a su domicilio para convencerlo de cambiar de actitud. Tras varias reuniones sin el efecto que buscaba, fundó un «Colectivo de Lucha contra la Irreligiosidad» que tampoco logró alterar las convicciones y actividades del historiador. Acabaron amenazando a Kasraví y, usando fondos recibidos de los clérigos Seyyed Asadollah Madaní y Aqá Sheij Mohammad Hasan Taleqaní, atentaron contra su vida el 13 de mayo de 1945 en la plaza Heshmatié de Teherán, sin éxito.
Navvab fue encarcelado pero liberado rápidamente con la mediación de ulemas de Irak e Irán y en el mismo año fundó la organización Fedayines del Islam, con el objetivo anunciado de instaurar un gobierno islámico basado en el Corán, utilizando para ello como métodos principales el martirio (shahâdat), la venganza y el Talión.
El primer acto de los Fedayines del Islam fue el asesinato de Kasraví el 11 de marzo de 1946, tras el que Navvab huyó a Nayaf, donde pidió la intercesión de los ulemas para sacar de la cárcel a Seyyed Hosein Emamí, el asesino de Kasraví, hasta que fue liberados.

#### Alianza conKashaníyantisionismo
De regreso a Teherán, Navvab estableció un vínculo con el ayatolá Seyyed Abolqasem Kashaní, recién regresado a Irán tras su exilio por su oposición a la penetración del imperio británico en Irán durante la Segunda Guerra Mundial. El viernes 21 de mayo de 1948, Navvab y Kashaní organizaron en la mezquita Soltaní de Teherán (actual Imam Jomeiní) una gran reunión de protesta por la partición de Palestina. Los Fedayines del Islam registraron la inscripción de 5000 voluntarios para desplazarse y luchar en la guerra contra Israel, lo que fue impedido por el gobierno de Ebrahim Hakimí. El 17 de junio, cuatro días de la formación del nuevo gobierno de Abdolhosein Hayir, los Fedayines del Islam organizaron una manifestación de varios miles de personas contra él enarbolando coranes en la plaza Baharestán de Teherán.

#### Asesinatos de Hayir y Razmará y nacionalización del petróleo
El 5 de noviembre de 1949, pocos días después de celebrarse unas elecciones parlamentarias en que acusaban a Hayir de organizar un fraude —en el contexto de una concesión petrolera a la Anglo-Iranian Oil Company mediante el contrato Gass-Golshayan—, los Fedayines lo asesinaron, forzando la convocatoria de nuevas elecciones en las que fueron elegidos Mohammad Mosaddeq y el ayatolá Kashaní —exiliado en Líbano—, quienes conformaron una activa minoría parlamentaria centrada en reivindicar la nacionalización del petróleo. El general Razmará, primer ministro desde junio de 1950, y la mayoría del parlamento seguían apoyando la concesión Gass-Golshayan hasta que el 7 de marzo de 1951 Razmará fue asesinado, siendo detenido en el acto el fedayín Jalil Tahmasebí —aunque tres años más tarde, Navvab declaró en Egipto, en una reunión de los Hermanos Musulmanes, que el autor del asesinato de Razmará había sido él—.
Al día siguiente, el partido comunista prosoviético Tudé y el Frente Nacional de Mosaddeq organizaron una manifestación conjunta en la que los Fedayines del Islam distribuyeron panfletos en que amenazaban con asesinar al shah. Dos semanas después, los parlamentarios —aterrorizados— aprobaron el proyecto de ley de nacionalización del petróleo defendido por Mosaddeq y Kashaní. El 6 de mayo, Mosaddeq fue nombrado primer ministro.

#### Distanciamiento de Mosaddeq
Los Fedayines del Islam habían colaborado con el secular  Frente Nacional por indicación del ayatolá Kashaní. Sin embargo, tras el acceso a la jefatura del gobierno de Mosaddeq las relaciones de este con Kashaní y más rápidamente con los Fedayines —que esperaban medidas de islamización del régimen político— se enfriaron y se volvieron más competitivas. Navvab comenzó a publicar, bajo el título «Guía de las Verdades», panfletos sobre el gobierno islámico hasta que en agosto fue detenido y encarcelado.

#### Viaje porOriente Medio
En otoño de 1953, Navvab fue invitado por Sayyid Qutb a participar en el Congreso Islámico de al-Quds organizado por los Hermanos Musulmanes, para lo que viajó a Jerusalén (Este). En Jerusalén, Navvab pronunció un encendido discurso a favor de la unidad de los musulmanes en torno a la liberación de Palestina. A continuación realizó viajes por Irak, Siria y Líbano.

#### Detención y ejecución
Después del derrocamiento de Mosaddeq y la disolución del movimiento nacionalista por la Operación Ajax, trataron de asesinar al primer ministro Hosein Alá el 17 de noviembre de 1955, poco antes de viajar a Irak para firmar el Pacto de Bagdad, promovido por Estados Unidos y al que los Fedayines  del Islam se oponían. Tras el atentado fallido, Navvab y los miembros principales de la organización fueron arrestados, procesados en un juicio sumario y condenados a muerte, sin que los ulemas intercediesen por ellos. El fusilamiento se ejecutó el 18 de enero de 1956 en el pueblo teheraní de Mesgarabad. Desde allí, los cuerpos fueron trasladado a Qom, donde fueron enterrados.